# Létavka šíronohá
Létavka šíronohá (Rhacophorus reinwardtii) je druh žáby z čeledi létavkovitých, která má mezi prsty předních i zadních končetin neobyčejně rozšířené blány, s jejichž pomocí může plachtit vzduchem. Tato létavka žije na indonéských ostrovech Borneo, Sumatra a Jáva, na Malajském poloostrově a v jižním Thajsku.